# Jesús Martínez (bokser)
Jesús Martínez Tejeda (ur. 19 stycznia 1976) –  meksykański bokser, olimpijczyk.

## Kariera amatorska
W 1995 r. był uczestnikiem igrzysk panamerykańskich w Mar del Pata. Meksykanin odpadł w ćwierćfinale, przegrywając ze zwycięzca tego turnieju Édgarem Velásquezem. W lutym 1996 roku, Martínez zajął 2. miejsce w kwalifikacjach olimpijskich na igrzyska olimpijskie w Atlancie. Rezultat dał mu prawo startu na igrzyskach. W 1996 r. reprezentował Meksyk na Igrzyskach Olimpijskich w Atlancie, rywalizując w kategorii papierowej. Rywalem Meksykanina w pierwszej walce był Sapol Biki. Martínez pokonał Malezyjczyka na punkty 15:4, awansując do 1/8 finału. W 1/8 zmierzył się z Lapaenem Masarą, z którym przegrał 1:8.

## Kariera zawodowa
Na zawodowym ringu był aktywny od 1997 do 2011 r. W 2002 r. walczył z Pongsaklekiem Wonjongkamem o mistrzostwo świata WBC w kategorii muszej, ale przegrał bardzo wysoko na punkty.